# Halálozások 1985-ben
Ez a szócikk az 1985-ös évben elhunyt nevezetes személyeket sorolja fel.

## Ismeretlen hónap
| Dátum          | Név                       | Foglalkozás / tisztség                    | Kor | Forrás |
| -------------- | ------------------------- | ----------------------------------------- | --- | ------ |
| Ismeretlen nap | Harry Fry                 | olimpiai bronzérmes (1932) kanadai evezős | 079 |        |
| Ismeretlen nap | Marjory Collins           | amerikai fotóriporter                     | 073 |        |
| Ismeretlen nap | Herbert Kenneth Airy Shaw | angol botanikus                           | 083 | –      |
| Ismeretlen nap | Alberto Pessoa            | portugál építész                          | 066 | –      |

## December
| Dátum        | Név                   | Foglalkozás / tisztség                                               | Kor | Forrás |
| ------------ | --------------------- | -------------------------------------------------------------------- | --- | ------ |
| december 31. | Jocelyn Toynbee       | angol régész és művelődéstörténész                                   | 088 |        |
| december 28. | Renato Castellani     | olasz film- és színházi rendező, forgatókönyvíró                     | 072 |        |
| december 28. | Josef Lense           | osztrák fizikus és matematikus                                       | 095 | –      |
| december 27. | Karl Beurlen          | német őslénykutató                                                   | 084 |        |
| december 27. | Harry Hopman          | ausztrál teniszező és edző                                           | 079 |        |
| december 27. | Ole Wanscher          | dán bútortervező                                                     | 082 |        |
| december 26. | François Châtelet     | francia filozófus, filozófiatörténész                                | 060 |        |
| december 26. | Dian Fossey           | amerikai etológus, főemlőskutató                                     | 053 |        |
| december 26. | Jackie Ormes          | amerikai képregényalkotó                                             | 074 |        |
| december 26. | Margarete Schön       | német színésznő                                                      | 090 |        |
| december 25. | Biagio Marin          | olasz költő, író                                                     | 094 |        |
| december 24. | Ferhat Abbász         | kabil politikus, Algéria köztársasági elnöke                         | 086 |        |
| december 23. | Prince Bira           | thaiföldi autóversenyző, vitorlázó olimpikon, a királyi család tagja | 071 |        |
| december 23. | Alfred Theodor Brauer | német-amerikai matematikus                                           | 091 |        |
| december 22. | Ignace Gelb           | lengyel-amerikai ókortörténész, asszírológus                         | 078 |        |
| december 20. | Coral Buttsworth      | ausztrál teniszezőnő                                                 | 085 | –      |
| december 19. | Luis Korda            | kubai fotográfus                                                     | 073 | –      |
| december 18. | Josef Klapuch         | olimpiai ezüstérmes (1936) cseh birkózó                              | 079 |        |
| december 18. | Xuân Diệu             | vietnámi költő                                                       | 069 |        |
| december 15. | Carlos P. Romulo      | Fülöp-szigeteki katona, újságíró, politikus                          | 087 |        |
| december 14. | Roger Maris           | amerikai baseballozó                                                 | 051 |        |
| december 14. | Antonio Tovar         | spanyol nyelvész, filológus, történész                               | 074 | [ 5 ]  |
| december 12. | Phil Karlson          | amerikai filmrendező                                                 | 077 |        |
| december 12. | Ian Stewart           | skót rockzenész, a Rolling Stones alapító tagja                      | 047 |        |
| december 9.  | Victor Vicas          | francia filmrendező                                                  | 067 |        |
| december 6.  | Denis de Rougemont    | svájci író, filozófus                                                | 079 |        |
| december 5.  | Oreste Capuzzo        | olimpiai bajnok (1932) olasz tornász                                 | 076 |        |
| december 2.  | Heinz Hoffmann        | német (NDK) katonatiszt, politikus, hadügyminiszter (1960–1985)      | 075 |        |
| december 2.  | Philip Larkin         | angol költő, író, könyvtáros                                         | 063 |        |

## November
| Dátum        | Név                           | Foglalkozás / tisztség                                                          | Kor | Forrás                                                          |
| ------------ | ----------------------------- | ------------------------------------------------------------------------------- | --- | --------------------------------------------------------------- |
| november 30. | Vlagyimir Arzamaszkov         | olimpiai bronzérmes (1976) szovjet válogatott orosz kosárlabdázó                | 034 |                                                                 |
| november 30. | Djamil Suherman               | indonéz költő, író, újságíró                                                    | 061 |                                                                 |
| november 29. | Eduards Andersons             | lett kosárlabdázó                                                               | 071 | Archiválva 2020. szeptember 21-i dátummal a Wayback Machine-ben |
| november 29. | Gaston Féry                   | olimpiai bronzérmes (1920) francia futó                                         | 085 |                                                                 |
| november 27. | Stanisław Ryszard Dobrowolski | lengyel költő, író, műfordító                                                   | 078 |                                                                 |
| november 27. | André Hunebelle               | francia forgatókönyvíró, filmrendező, producer                                  | 089 |                                                                 |
| november 27. | Rendra Karno                  | indonéz színész                                                                 | 065 | [ halott link ]                                                 |
| november 26. | Rudo Moric                    | szlovák író, gyermekkönyvíró                                                    | 064 |                                                                 |
| november 26. | Pablo Serrano                 | spanyol szobrász                                                                | 077 | Archiválva 2011. augusztus 12-i dátummal a Wayback Machine-ben  |
| november 24. | René Barjavel                 | francia író, újságíró                                                           | 074 |                                                                 |
| november 24. | C. Buddingh'                  | holland költő, író, műfordító                                                   | 067 |                                                                 |
| november 23. | Concepción Mendizábal Mendoza | építészmérnök, az első nő, aki Mexikóban építészmérnöki diplomát szerzett       | 092 |                                                                 |
| november 18. | Osvaldo Lamborghini           | argentin író, költő                                                             | 045 |                                                                 |
| november 18. | Michael Mooney                | olimpiai bajnok (1948) amerikai vitorlázó                                       | 055 |                                                                 |
| november 18. | Yrjö Nikkanen                 | olimpiai ezüstérmes (1936) finn gerelyhajító                                    | 070 |                                                                 |
| november 17. | Lon Nol                       | kambodzsai politikus, katonai vezető, elnök (1972–1975)                         | 072 |                                                                 |
| november 15. | Meret Oppenheim               | németországi születésű svájci szürrealista képzőművész és költő                 | 072 |                                                                 |
| november 14. | Emir Rodríguez Monegal        | uruguayi tanár, esszéíró, irodalomkritikus                                      | 064 |                                                                 |
| november 13. | William Pereira               | amerikai építész                                                                | 076 |                                                                 |
| november 11. | Pelle Lindbergh               | olimpiai bronzérmes (1980) svéd jégkorongozó                                    | 026 |                                                                 |
| november 11. | Girolamo Quaglia              | olimpiai bronzérmes (1928) olasz birkózó                                        | 083 |                                                                 |
| november 11. | Arthur Rothstein              | amerikai fotográfus, fotóriporter                                               | 070 |                                                                 |
| november 11. | Helene Schmidt                | olimpiai bronzérmes (1928) német futó                                           | 078 |                                                                 |
| november 10. | Olav Sunde                    | olimpiai bronzérmes (1928) norvég gerelyhajító                                  | 082 |                                                                 |
| november 9.  | Mary MacLaren                 | amerikai színésznő                                                              | 089 |                                                                 |
| november 9.  | Marie-Georges Pascal          | francia színésznő                                                               | 039 |                                                                 |
| november 9.  | Helen Rose                    | amerikai jelmeztervező                                                          | 081 |                                                                 |
| november 8.  | Caroline Emilie Bleeker       | holland fizikus                                                                 | 088 |                                                                 |
| november 8.  | Nicolas Frantz                | luxemburgi kerékvárversenyző                                                    | 086 |                                                                 |
| november 7.  | Josef Rufer                   | osztrák-német muzikológus, zenepedagógus                                        | 091 |                                                                 |
| november 7.  | Friedrich Traugott Wahlen     | svájci politikus, a Szövetségi Tanács tagja (1958–1965), a tanács elnöke (1961) | 086 |                                                                 |
| november 5.  | Jean Théodore Delacour        | francia-amerikai ornitológus                                                    | 095 |                                                                 |
| november 5.  | Karol Duchoň                  | szlovák énekes                                                                  | 035 |                                                                 |
| november 4.  | Rudolf Fernau                 | német színész                                                                   | 087 |                                                                 |
| november 4.  | George S. Myers               | amerikai ichthiológus és herpetológus                                           | 080 | –                                                               |
| november 1.  | Lucien Michard                | francia kerékpárversenyző                                                       | 081 |                                                                 |
| november 1.  | Phil Silvers                  | amerikai komikus színész                                                        | 074 |                                                                 |

## Október
| Dátum       | Név                      | Foglalkozás / tisztség                                          | Kor | Forrás |
| ----------- | ------------------------ | --------------------------------------------------------------- | --- | ------ |
| október 31. | Qanatê Kurdo             | kurd író, nyelvész                                              | 076 |        |
| október 28. | Elga Brink               | német színésznő                                                 | 090 |        |
| október 28. | Harald Ingholt           | dán régész, Közel-Kelet-kutató                                  | 089 |        |
| október 27. | Thomas Townsend Brown    | amerikai fizikus                                                | 080 | –      |
| október 27. | Kurt Vogel               | német matematikatörténész                                       | 097 |        |
| október 25. | Ann Forrest              | dán származású amerikai színésznő                               | 090 |        |
| október 24. | Wilhelm Klemm            | német kémikus                                                   | 089 |        |
| október 22. | Viorica Ursuleac         | román-osztrák operaénekesnő                                     | 091 |        |
| október 18. | Stefan Askenase          | lengyel-zsidó származású belga zongoraművész                    | 089 |        |
| október 16. | Margaret Michaelis-Sachs | osztrák-ausztrál fotográfus                                     | 083 |        |
| október 16. | Franklin Milton          | amerikai hangmérnök                                             | 078 |        |
| október 14. | Ludwig Landen            | olimpiai bajnok (1936) német kenus                              | 076 |        |
| október 13. | Tage Danielsson          | svéd költő, író, színész, filmrendező                           | 057 |        |
| október 13. | Herb Aach                | amerikai festő és író                                           | 062 | –      |
| október 12. | Ricky Wilson             | amerikai gitáros, énekes (The B-52’s)                           | 032 |        |
| október 11. | Alex La Guma             | dél-afrikai regényíró                                           | 061 |        |
| október 10. | Orson Welles             | Oscar- és Grammy-díjas amerikai színész, rendező                | 070 |        |
| október 9.  | Emílio Garrastazu Médici | brazil katona, politikus, diktátor, Brazília elnöke (1969–1974) | 079 |        |
| október 8.  | Riccardo Bacchelli       | olasz író, drámaíró, újságíró, műfordító, színikritikus         | 094 |        |
| október 8.  | Enrique Fernández Viola  | uruguayi labdarúgó                                              | 073 |        |
| október 8.  | Marta Lynch              | argentin író                                                    | 060 |        |
| október 8.  | Giorgio Santelli         | olimpiai bajnok (1920) olasz vívó                               | 087 |        |
| október 8.  | Gordon Welchman          | brit-amerikai matematikus, kriptoanalitikus                     | 079 |        |
| október 7.  | Wolfgang Kieling         | német színész                                                   | 061 |        |
| október 7.  | Cemal Reşit Rey          | török zongoraművész, karmester, zeneszerző                      | 080 |        |
| október 6.  | Nelson Riddle            | amerikai zeneszerző, hangszerelő                                | 064 |        |
| október 5.  | Harald Cramér            | svéd matematikus, statisztikus                                  | 092 |        |
| október 5.  | Karl Menger              | osztrák-amerikai matematikus                                    | 083 |        |
| október 5.  | Lothar Wolfgang Nordheim | német-amerikai elméleti fizikus                                 | 085 |        |
| október 4.  | Jozef Herda              | olimpiai ezüstérmes (1936) szlovák birkózó                      | 075 |        |
| október 1.  | E. B. White              | amerikai gyermekkönyvíró, szatirikus író, lapszerkesztő         | 086 |        |

## Szeptember
| Dátum          | Név                            | Foglalkozás / tisztség                                          | Kor | Forrás                                                        |
| -------------- | ------------------------------ | --------------------------------------------------------------- | --- | ------------------------------------------------------------- |
| szeptember 30. | Floyd Crosby                   | amerikai operatőr, David Crosby énekes apja                     | 085 |                                                               |
| szeptember 30. | Helen MacInnes                 | skót-amerikai regényíró                                         | 077 | [ 7 ]                                                         |
| szeptember 30. | Rodrigo de Santiago            | baszk karmester, zeneszerző                                     | 078 |                                                               |
| szeptember 30. | Simone Signoret                | Oscar-díjas francia színésznő                                   | 064 |                                                               |
| szeptember 29. | Arthur Krams                   | Oscar-díjas amerikai látvány- és díszlettervező                 | 073 |                                                               |
| szeptember 28. | L. B. Abbott                   | Oscar-díjas amerikai látványtervező                             | 077 |                                                               |
| szeptember 27. | Lloyd Nolan                    | amerikai színész                                                | 085 |                                                               |
| szeptember 25. | William Cumming Rose           | amerikai biokémikus                                             | 098 |                                                               |
| szeptember 23. | Larry Shue                     | amerikai drámaírós és színész                                   | 039 |                                                               |
| szeptember 22. | D. J. Opperman                 | afrikaans nyelvű dél-afrikai költő                              | 070 | Archiválva 2014. június 16-i dátummal a Wayback Machine-ben   |
| szeptember 22. | Axel Springer                  | német újságíró, az Axel Springer SE lapkiadó vállalat alapítója | 073 |                                                               |
| szeptember 22. | Manuel José Leonardo Arce Leal | guatemalai költő, drámaíró                                      | 050 | –                                                             |
| szeptember 21. | Romain Baron                   | francia író, történész                                          | 087 |                                                               |
| szeptember 20. | Ernest Nagel                   | amerikai tudományfilozófus                                      | 083 |                                                               |
| szeptember 19. | Emila Medková                  | cseh fotográfus                                                 | 056 |                                                               |
| szeptember 18. | Monroe Beardsley               | amerikai esztéta, művészetfilozófus                             | 069 | [ 8 ]                                                         |
| szeptember 17. | Laura Ashley                   | walesi divattervező                                             | 060 |                                                               |
| szeptember 17. | Carmen Barth                   | olimpiai bajnok (1932) amerikai ökölvívó                        | 073 |                                                               |
| szeptember 15. | Wolfgang Abendroth             | német szocialista jogász, politológus                           | 079 |                                                               |
| szeptember 15. | Cootie Williams                | amerikai dzsessztrombitás                                       | 074 |                                                               |
| szeptember 14. | Julian Beck                    | amerikai színész, színházi rendező, költő, festő                | 060 |                                                               |
| szeptember 14. | Joselito Rodríguez             | mexikói színész, forgatókönyvíró, filmrendező                   | 078 |                                                               |
| szeptember 13. | Dane Rudhyar                   | francia-amerikai zeneszerző és asztrológus                      | 090 |                                                               |
| szeptember 12. | Maurice Anthony Biot           | belga-amerikai fizikus                                          | 080 |                                                               |
| szeptember 12. | Pierre Castan                  | svájci vegyész, az epoxigyanta egyik feltalálója                | 086 |                                                               |
| szeptember 11. | William Alwyn                  | angol zeneszerző, karmester és zenepedagógus                    | 079 | [ 9 ]                                                         |
| szeptember 11. | Eleanor Dark                   | ausztrál író                                                    | 084 |                                                               |
| szeptember 11. | Ion Frunzetti                  | román költő, műfordító, művészettörténész                       | 067 |                                                               |
| szeptember 10. | Ernst Öpik                     | észt csillagász és asztrofizikus                                | 091 |                                                               |
| szeptember 10. | Jock Stein                     | skót labdarúgó és labdarúgóedző                                 | 062 |                                                               |
| szeptember 9.  | Antonino Votto                 | olasz zongoraművész, karmester, zenepedagógus                   | 088 |                                                               |
| szeptember 8.  | Paul Flory                     | Nobel-díjas amerikai kémikus                                    | 075 | [ 10 ]                                                        |
| szeptember 8.  | Manuel Ivo Cruz                | brazil zeneszerző                                               | 084 | –                                                             |
| szeptember 8.  | Ana Mendieta                   | kubai származású amerikai konceptuális művész                   | 036 |                                                               |
| szeptember 7.  | Franco Ferrara                 | olasz karmester és zeneszerző                                   | 074 |                                                               |
| szeptember 7.  | Pólya György                   | matematikus, fizikus, metodológus                               | 097 |                                                               |
| szeptember 7.  | Jacoba van Velde               | holland írónő, műfordító                                        | 082 |                                                               |
| szeptember 6.  | Heydar Ghiai                   | iráni építész                                                   | 062 |                                                               |
| szeptember 6.  | Léon Orthel                    | holland zeneszerző, zongoraművész és zenepedagógus              | 079 | Archiválva 2020. augusztus 7-i dátummal a Wayback Machine-ben |
| szeptember 5.  | Philip M. Morse                | amerikai fizikus                                                | 082 |                                                               |
| szeptember 5.  | Jiřina Štěpničková             | cseh színésznő                                                  | 073 |                                                               |
| szeptember 4.  | Lidija Liepiņa                 | lett fizikai kémikus                                            | 094 |                                                               |
| szeptember 3.  | Jo Jones                       | amerikai dzsesszdobos                                           | 073 |                                                               |
| szeptember 2.  | Anna Banti                     | olasz író, kritikus, művészettörténész, műfordító               | 090 |                                                               |
| szeptember 2.  | Gonzalo Güell                  | kubai politikus, miniszterelnök (1956–1959)                     | 090 | –                                                             |
| szeptember 2.  | Abe Lenstra                    | holland-fríz labdarúgó                                          | 064 |                                                               |
| szeptember 1.  | Stefan Bellof                  | német autóversenyző, Formula–1-es pilóta                        | 027 |                                                               |
| szeptember 1.  | Saunders Lewis                 | walesi költő, drámaíró, történész és politikai aktivista        | 091 |                                                               |

## Augusztus
| Dátum         | Név                         | Foglalkozás / tisztség                                                        | Kor | Forrás |
| ------------- | --------------------------- | ----------------------------------------------------------------------------- | --- | ------ |
| augusztus 30. | Philly Joe Jones            | amerikai dzsesszdobos                                                         | 062 |        |
| augusztus 29. | Evelyn Ankers               | amerikai színésznő                                                            | 067 |        |
| augusztus 29. | Leo Freisinger              | olimpiai bronzérmes (1936) amerikai gyorskorcsolyázó                          | 069 |        |
| augusztus 28. | Ruth Gordon                 | amerikai színésznő                                                            | 088 |        |
| augusztus 27. | Manuel Sacristán            | spanyol filozófus                                                             | 059 |        |
| augusztus 26. | Piet Jongeling (Piet Prins) | holland újságíró, gyermekkönyvíró, politikus                                  | 076 |        |
| augusztus 26. | Leopoldo Querol             | spanyol zongoraművész                                                         | 085 |        |
| augusztus 24. | Paul Creston                | olasz származású amerikai zeneszerző, zongoraművész                           | 078 |        |
| augusztus 22. | Paul Peter Ewald            | német fizikus                                                                 | 097 |        |
| augusztus 22. | Charles Gibson              | amerikai történész                                                            | 065 |        |
| augusztus 21. | David Olère                 | lengyelországi szüleétsű francia festő                                        | 083 |        |
| augusztus 16. | Mario Majoni                | olimpiai bajnok (1948) olasz vízilabdázó                                      | 075 |        |
| augusztus 14. | Marie Bell                  | francia színésznő                                                             | 084 |        |
| augusztus 14. | Alfred Hayes                | amerikai költő, író, forgatókönyvíró                                          | 074 |        |
| augusztus 14. | Lina Heydrich               | német írónő, Reinhard Heydrich felesége                                       | 074 |        |
| augusztus 12. | Marcel Mihalovici           | román származású francia zeneszerző                                           | 086 |        |
| augusztus 9.  | Fred Åkerström              | svéd gitáros, énekes                                                          | 048 |        |
| augusztus 8.  | Krystyna Ankwicz            | lengyel színésznő                                                             | 078 |        |
| augusztus 8.  | Louise Brooks               | amerikai színésznő                                                            | 078 |        |
| augusztus 7.  | Grayson Hall                | amerikai színész                                                              | 062 |        |
| augusztus 7.  | Juan Nelson                 | olimpiai bajnok (1924) argentin lovaspóló-játékos                             | 094 |        |
| augusztus 6.  | Forbes Burnham              | guyanai politikus, miniszterelnök (1964–1980), köztársasági elnök (1980–1985) | 062 |        |
| augusztus 4.  | Zbyněk Vostřák              | cseh zeneszerző és karmester                                                  | 065 |        |
| augusztus 1.  | Alois Carigiet              | svájci festő, gyermekkönyv-illusztrátor                                       | 082 |        |
| augusztus 1.  | Helene Engelmann            | olimpiai bajnok (1924) osztrák műkorcsolyázó                                  | 087 |        |
| augusztus 1.  | Rodolfo Mayer               | brazil színész                                                                | 075 |        |
| augusztus 1.  | Fernando Previtali          | olasz karmester és zeneszerző                                                 | 078 |        |

## Július
| Dátum      | Név                             | Foglalkozás / tisztség                                          | Kor | Forrás |
| ---------- | ------------------------------- | --------------------------------------------------------------- | --- | ------ |
| július 31. | Julia Guarino (Giulia Guarino)  | olasz származású uruguayi építész                               | 088 | –      |
| július 31. | Germaine Krull                  | német fotográfus, haditudósító, szállodamenedzser               | 087 |        |
| július 30. | Kálnoky László                  | kétszeres József Attila-díjas költő, műfordító                  | 072 |        |
| július 30. | Julia Robinson                  | amerikai matematikus                                            | 065 |        |
| július 29. | Petr Sepéši                     | cseh énekes                                                     | 025 |        |
| július 28. | Anna Klindt Sørensen            | dán festő, illusztrátor                                         | 085 |        |
| július 27. | Michel Audiard                  | francia forgatókönyvíró, filmrendező                            | 065 | [ 11 ] |
| július 24. | José Bódalo                     | spanyol színész                                                 | 069 |        |
| július 22. | Matti Järvinen                  | olimpiai bajnok (1932) finn gerelyhajító                        | 076 |        |
| július 21. | Aristid von Grosse              | balti német származású amerikai kémikus                         | 080 |        |
| július 21. | Erich Koschik                   | olimpiai bronzérmes (1936) német kenus                          | 072 |        |
| július 21. | Ulla-Britt Söderlund            | svéd jelmeztervező                                              | 041 |        |
| július 20. | Bruno de Finetti                | olasz matematikus, statisztikus                                 | 079 |        |
| július 20. | P. V. Glob (Peter Vilhelm Glob) | dán régész                                                      | 074 |        |
| július 19. | Sjumandjaja                     | indonéz színész, forgatókönyvíró, filmrendező                   | 050 |        |
| július 17. | Susanne Langer                  | amerikai filozófus                                              | 089 |        |
| július 17. | Margo                           | mexikói-amerikai színésznő, táncosnő                            | 068 |        |
| július 16. | Robert Siohan                   | francia karmester, zeneszerző                                   | 091 |        |
| július 13. | Oldřich Mikulášek               | cseh költő, publicista                                          | 075 |        |
| július 11. | George Duvivier                 | amerikai dzsesszzenész (nagybőgő)                               | 064 |        |
| július 10. | Fernando Pereira                | portugál származású holland fotóriporter                        | 035 |        |
| július 9.  | Pierre-Paul Grassé              | francia zoológus                                                | 089 |        |
| július 9.  | Margaret Molesworth             | ausztrál teniszező                                              | 090 |        |
| július 8.  | Jean-Paul Le Chanois            | francia filmrendező és forgatókönyvíró                          | 075 |        |
| július 8.  | Simon Kuznets                   | Közgazdasági Nobel-emlékdíjas amerikai közgazdász, statisztikus | 084 |        |
| július 4.  | Willem Visser 't Hooft          | holland református teológus, az Egyházak Világtanácsa főtitkára | 084 |        |
| július 4.  | Jan de Quay                     | holland politikus, miniszterelnök (1959–1963)                   | 083 |        |
| július 3.  | Erik Ågren                      | olimpiai bronzérmes (1936) svéd ökölvívó                        | 069 |        |
| július 1.  | Jean Van den Bosch              | olimpiai ezüstérmes (1924) belga kerékpárversenyző              | 086 |        |
| július 1.  | Pauli Murray                    | amerikai anglikán pap, emberjogi aktivista                      | 074 |        |

## Június
| Dátum      | Név                     | Foglalkozás / tisztség                                             | Kor | Forrás |
| ---------- | ----------------------- | ------------------------------------------------------------------ | --- | ------ |
| június 29. | Jaroslav Dietl          | cseh drámaíró, televíziós forgatókönyvíró                          | 056 |        |
| június 29. | Edwin Gross             | olimpiai ezüstérmes (1932) amerikai tornász                        | 068 |        |
| június 29. | Andrzej Kijowski        | lengyel író, irodalomkritikus, forgatókönyvíró                     | 056 |        |
| június 28. | James Craig             | amerikai színész                                                   | 073 | [ 12 ] |
| június 28. | Lynd Ward               | amerikai képzőművész és író                                        | 080 |        |
| június 27. | Elíasz Szárkisz         | Libanon elnöke (1976–1982)                                         | 060 |        |
| június 22. | Alois Zátopek           | cseh geofizikus, szeizmológus                                      | 077 |        |
| június 15. | Andy Stanfield          | olimpiai bajnok (1952) amerikai rövidtávfutó                       | 057 |        |
| június 12. | Marcela Paz             | chilei író, gyermekkönyvíró                                        | 083 |        |
| június 10. | Gurli Ewerlund          | olimpiai bronzérmes (1924) svéd úszó                               | 085 |        |
| június 8.  | Afet İnan               | török szociológus és történész, Kemal Atatürk örökbefogadott lánya | 076 |        |
| június 8.  | Charles LeMaire         | amerikai jelmeztervező                                             | 088 |        |
| június 7.  | Rudolf Burkert          | olimpiai bronzérmes (1928) csehszlovák válogatott német síugró     | 080 |        |
| június 7.  | Georgia Hale            | amerikai színésznő                                                 | 084 | [ 13 ] |
| június 6.  | Vladimir Jankélévitch   | francia filozófus és muzikológus                                   | 081 | [ 14 ] |
| június 6.  | Leonard Lake            | amerikai sorozatgyilkos                                            | 039 |        |
| június 5.  | Diarmaid Ó Súilleabháin | ír író                                                             | 052 | –      |
| június 5.  | Johanna Wolf            | Hitler egyik titkárnője                                            | 085 | –      |
| június 4.  | Gleb Struve             | orosz-amerikai költő, irodalomtörténész                            | 087 |        |
| június 2.  | Andri Peer              | svájci romans nyelvű író                                           | 063 |        |
| június 1.  | Richard Greene          | angol színész                                                      | 066 |        |

## Május
| Dátum          | Név                            | Foglalkozás / tisztség                                                     | Kor | Forrás |
| -------------- | ------------------------------ | -------------------------------------------------------------------------- | --- | ------ |
| Ismeretlen nap | William (Bill) Miller          | olimpiai ezüstérmes (1928), (1932) amerikai evezős                         | 080 |        |
| május 31.      | Rein de Waal                   | olimpiai ezüstérmes (1928) holland gyeplabdázó                             | 080 |        |
| május 31.      | Gaston Rébuffat                | francia hegymászó                                                          | 064 |        |
| május 30.      | George K. Arthur               | angol színész és producer                                                  | 086 |        |
| május 30.      | Burnett Guffey                 | Oscar-díjas amerikai operatőr                                              | 078 |        |
| május 29.      | Henry Guerlac                  | amerikai tudománytörténész                                                 | 075 | –      |
| május 29.      | Gunnar Nielsen                 | dán középtávfutó                                                           | 057 |        |
| május 28.      | Georges Devereux (Dobó György) | magyar származású francia antropológus, pszichoanalitikus                  | 076 |        |
| május 28.      | Șerban Țițeica                 | román fizikus, kvantummechanikus                                           | 077 |        |
| május 26.      | Magne Oftedal                  | norvég nyelvész, a kelta nyelvek kutatója                                  | 064 |        |
| május 26.      | Riek van Rumt                  | z olimpiai bajnok (1928) holland tornász                                   | 087 |        |
| május 22.      | Alister Hardy                  | angol tengerbiológus                                                       | 089 |        |
| május 22.      | Karl-Adolf Hollidt             | német katonatiszt, tábornok a második világháborúban                       | 094 |        |
| május 21.      | Willy Maywald                  | német fotográfus                                                           | 077 |        |
| május 19.      | Alfredo Mayo                   | spanyol-katalán színész                                                    | 074 |        |
| május 19.      | Hilding Rosenberg              | svéd zeneszerző                                                            | 092 |        |
| május 19.      | Tapio Wirkkala                 | finn szobrász és formatervező                                              | 069 |        |
| május 18.      | Harald Andersson               | Európa-bajnok (1934) svéd diszkoszvető                                     | 078 |        |
| május 18.      | Hermann Schridde               | olimpiai bajnok (1964) német lovas                                         | 047 |        |
| május 18.      | Erich Traub                    | német állatorvos, biológiai-fegyver kutató                                 | 078 | –      |
| május 15.      | Jackie Curtis                  | amerikai színész(nő)                                                       | 038 |        |
| május 15.      | Emerson Spencer                | olimpiai aranyérmes (1928) amerikai futó                                   | 078 |        |
| május 14.      | María Luisa Escobar            | venezuelai muzikológus, zongoraművész, zeneszerző                          | 081 |        |
| május 14.      | Barbara Yung                   | hongkongi színésznő                                                        | 026 |        |
| május 13.      | William Harvell                | olimpiai bronzérmes (1932) brit kerékpáros                                 | 077 |        |
| május 13.      | Leatrice Joy                   | amerikai színésznő                                                         | 091 |        |
| május 13.      | Mildred Scheel                 | német orvos, radiológus, Walter Scheel (nyugat)német államfőnek a felesége | 052 |        |
| május 12.      | Jean Dubuffet                  | francia festő, szobrász                                                    | 083 |        |
| május 10.      | Toni Branca                    | svájci autóversenyző                                                       | 068 |        |
| május 10.      | Florizel von Reuter            | amerikai hegedűművész és zeneszerző                                        | 095 |        |
| május 9.       | Svea Norén                     | olimpiai ezüstérmes (1920) svéd műkorcsolyázó                              | 089 |        |
| május 9.       | Edmond O'Brien                 | amerikai színész                                                           | 069 |        |
| május 8.       | Karl Marx                      | német zeneszerző                                                           | 087 |        |
| május 7.       | Dawn Addams                    | angol színésznő                                                            | 054 |        |
| május 7.       | Carlos Alberto da Mota Pinto   | portugál politikus, miniszterelnök (1978–1979)                             | 048 |        |
| május 6.       | Pete Desjardins                | olimpiai bajnok (1928) amerikai műugró                                     | 078 |        |
| május 6.       | Julie Vega                     | Fülöp-szigeteki gyermekszínész, modell                                     | 016 |        |
| május 5.       | Szende István (Stefan Szende)  | magyar–svéd politológus, antifasiszta politikus                            | 084 |        |
| május 4.       | Horatio Fitch                  | olimpiai ezüstérmes (1924) amerikai rövidtávfutó                           | 084 |        |

## Április
| Dátum       | Név                                | Foglalkozás / tisztség                                                              | Kor | Forrás                                                        |
| ----------- | ---------------------------------- | ----------------------------------------------------------------------------------- | --- | ------------------------------------------------------------- |
| április 30. | Jules White                        | magyar-amerikai filmrendező, producer                                               | 084 |                                                               |
| április 27. | Wilhelm Abel                       | német agrárközgazdász, agrártörténész                                               | 080 |                                                               |
| április 26. | Anatolij Nyikolajevics Szvetovidov | szovjet-orosz ichtiológus                                                           | 081 |                                                               |
| április 25. | Spiru Chintilă                     | román kubista festő                                                                 | 063 |                                                               |
| április 25. | Richard Haydn                      | angol színész                                                                       | 080 |                                                               |
| április 25. | Uku Masing                         | észt filozófus, teológus, néprajztudós                                              | 075 | Archiválva 2020. június 26-i dátummal a Wayback Machine-ben   |
| április 23. | Kent Smith                         | amerikai színész                                                                    | 078 |                                                               |
| április 22. | José de Lima Siqueira              | brazil zeneszerző, karmester, zenepedagógus                                         | 077 |                                                               |
| április 21. | Astrid Hjertenæs Andersen          | norvég költő, műfordító                                                             | 069 |                                                               |
| április 21. | Ondrej Francisci                   | magyarországi születésű szlovák karmester, karvezető, zeneszerző                    | 069 | –                                                             |
| április 21. | Rudi Gernreich                     | osztrák-amerikai divattervező és homoszexuális aktivista                            | 062 |                                                               |
| április 21. | Tancredo Neves                     | brazil ügyvéd, vállalkozó, politikus, megválasztott elnök                           | 075 |                                                               |
| április 20. | Rudolf Gnägi                       | svájci politikus, a Szövetségi Tanács tagja, a tanács elnöke (1971-ben és 1976-ban) | 067 |                                                               |
| április 20. | Cornelis Zwikker                   | holland fizikus                                                                     | 084 |                                                               |
| április 18. | Gertrude Caton Thompson            | angol régész, egyiptológus                                                          | 097 |                                                               |
| április 15. | Marc-Gilbert Sauvajon              | francia drámaíró, forgatókönyvíró, filmrendező                                      | 075 |                                                               |
| április 13. | Kit Klein                          | olimpiai bronzérmes (1936) amerikai gyorskorcsolyázó                                | 076 |                                                               |
| április 13. | Oscar Nemon                        | horvátországi születésű angol szobrász                                              | 079 | Archiválva 2020. augusztus 8-i dátummal a Wayback Machine-ben |
| április 12. | Truus Schröder                     | holland építész                                                                     | 085 |                                                               |
| április 11. | Enver Hoxha                        | albán politikus, államfő, diktátor                                                  | 076 |                                                               |
| április 11. | Fred Uhlman                        | német-angol jogász, író, festő                                                      | 084 |                                                               |
| április 10. | Cora Coralina                      | brazil költő, író                                                                   | 095 |                                                               |
| április 10. | Alfredo Duhalde                    | chilei politikus, hadügy- és belügyminiszter, alelnök (1946)                        | 096 |                                                               |
| április 8.  | Julieta Kirkwood                   | chilei szociológus, politikatudós, feminista aktivista                              | 049 | –                                                             |
| április 6.  | Terence Sanders                    | olimpiai bajnok (1924) ír származású brit evezős                                    | 083 |                                                               |
| április 6.  | Stanisław Zaczyk                   | lengyel színész                                                                     | 061 |                                                               |
| április 5.  | André Néron                        | francia matematikus                                                                 | 062 | –                                                             |
| április 4.  | Calvin S. Hall                     | amerikai pszichológus                                                               | 076 |                                                               |
| április 4.  | Hannes Sirola                      | olimpiai ezüstérmes (1912) finn tornász                                             | 094 |                                                               |
| április 2.  | William Stevenson                  | olimpiai bajnok (1924) amerikai futó                                                | 084 |                                                               |

## Március
| Dátum          | Név                       | Foglalkozás / tisztség                                                           | Kor | Forrás                                                       |
| -------------- | ------------------------- | -------------------------------------------------------------------------------- | --- | ------------------------------------------------------------ |
| Ismeretlen nap | Frank Haubold             | olimpiai ezüst- és bronzérmes (1932) amerikai tornász                            | 078 |                                                              |
| március 31.    | João Moojen               | brazil zoológus                                                                  | 080 | [ 16 ]                                                       |
| március 29.    | George Murdock            | amerikai antropológus                                                            | 087 |                                                              |
| március 29.    | Gerhard Stöck             | olimpiai bajnok (1936) német gerelyhajító                                        | 073 |                                                              |
| március 28.    | Henry Hansen              | olimpiai bajnok (1928) dán kerékpáros                                            | 083 |                                                              |
| március 27.    | Pierino Baffi             | olasz kerékpárversenyző                                                          | 054 |                                                              |
| március 26.    | Romolo Catasta            | olimpiai bronzérmes (1948) olasz evezős                                          | 065 |                                                              |
| március 24.    | Georges Henri Rivière     | francia muzeológus                                                               | 087 |                                                              |
| március 23.    | Peter Charanis            | görög származású amerikai történész                                              | 077 | –                                                            |
| március 23.    | Anton Constandse          | holland író, újságíró, anarchista szabadgondolkodó                               | 085 |                                                              |
| március 21.    | Tito Davison              | chilei születésű mexikói színész, forgatókönyvíró, filmrendező                   | 072 |                                                              |
| március 21.    | Michael Redgrave          | amerikai színházi- és filmszínész, rendező, menedzser                            | 077 |                                                              |
| március 19.    | Leopold Tyrmand           | lengyel író, publicista                                                          | 064 |                                                              |
| március 16.    | Roger Sessions            | amerikai zeneszerző, zenekritikus                                                | 088 |                                                              |
| március 16.    | Eddie Shore               | kanadai jégkorongozó                                                             | 082 |                                                              |
| március 15.    | Hans Eckstein             | olimpiai ezüstérmes (1932) német vízilabdázó                                     | 076 |                                                              |
| március 11.    | Josef Svennung            | svéd klasszika-filológus, nyelvész, egyetemi tanár                               | 090 |                                                              |
| március 10.    | Cornelis van Niel         | holland-amerikai mikrobiológus                                                   | 087 |                                                              |
| március 8.     | Edward Andrews            | amerikai színész                                                                 | 070 |                                                              |
| március 8.     | Reuben Goodstein          | angol matematikus, matematika-filozófus, tanár                                   | 072 | [ 19 ]                                                       |
| március 8.     | Victor Wolfgang von Hagen | amerikai régészettörténész, antropológus, az inka, azték, maja kultúrák kutatója | 077 |                                                              |
| március 7.     | Arkady Fiedler            | lengyel író, újságíró, utazó                                                     | 090 | Archiválva 2021. április 22-i dátummal a Wayback Machine-ben |
| március 6.     | Sebastian Huber           | olimpiai bronzérmes (1928) és (1932) német bobversenyző                          | 083 |                                                              |
| március 5.     | Cyril Stiles              | olimpiai ezüstérmes (1932) új-zélandi evezős                                     | 080 |                                                              |
| március 3.     | Ioszif Sklovszkij         | szovjet-orosz csillagász, asztrofizikus                                          | 068 | Archiválva 2015. január 13-i dátummal a Wayback Machine-ben  |
| március 2.     | John B. Kelly             | olimpiai bronzérmes (1956) amerikai evezős                                       | 057 |                                                              |
| március 2.     | William Stringfellow      | amerikai teológus, jogász,társadalmi aktivista                                   | 056 |                                                              |
| március 2.     | Julie Vlasto              | olimpiai ezüstérmes (1924) francia teniszező                                     | 081 |                                                              |

## Február
| Dátum       | Név                        | Foglalkozás / tisztség                                                             | Kor | Forrás |
| ----------- | -------------------------- | ---------------------------------------------------------------------------------- | --- | ------ |
| február 28. | Ferdinand Alquié           | francia filozófus                                                                  | 078 |        |
| február 24. | Janusz Ślązak              | olimpiai ezüstérmes (1932) lengyel evezős                                          | 077 |        |
| február 24. | Eduard Sperling            | olimpiai ezüstérmes (1928) német birkózó                                           | 082 |        |
| február 24. | Marguerite Wildenhain      | német-francia-amerikai keramikus                                                   | 088 |        |
| február 24. | Hal C. Kern                | Oscar-díjas amerikai filmvágó                                                      | 090 |        |
| február 23. | Erik Andersson             | olimpiai bronzérmes (1920) svéd vízilabdázó                                        | 088 |        |
| február 22. | Salvador Espriu i Castelló | katalán író, költő, drámaíró                                                       | 071 |        |
| február 22. | Efrem Zimbalist            | oroszországi születésű amerikai hegedűművész, karmester, zeneszerző, zenepedagógus | 095 |        |
| február 21. | Ina Claire                 | amerikai színésznő                                                                 | 091 |        |
| február 21. | Miloš Deyl                 | cseh botanikus                                                                     | 078 |        |
| február 21. | Louis Hayward              | brit-amerikai színész                                                              | 075 |        |
| február 21. | John G. Trump              | amerikai villamosmérnök és fizikus, Donald Trump nagybátyja                        | 077 |        |
| február 20. | Isaac Kashdan              | amerikai sakkozó, sakkszakíró                                                      | 079 |        |
| február 20. | Clarence Nash              | amerikai színész                                                                   | 080 |        |
| február 19. | Wilhelm Specht             | német matematikus                                                                  | 077 | –      |
| február 19. | Carol Sutton               | amerikai újságíró                                                                  | 051 | –      |
| február 16. | Alí Primera                | venezuelai költő, zeneszerző, énekes, zenész és politikai aktivista                | 043 |        |
| február 15. | Charles Theodore Dotter    | amerikai orvos, intervenciós radiológus                                            | 064 | –      |
| február 12. | Nicholas Colasanto         | amerikai színész és filmrendező                                                    | 061 |        |
| február 12. | Conrad Detrez              | belga (vallon) író                                                                 | 047 |        |
| február 12. | Georges Gautschi           | olimpiai bronzérmes (1924) svájci műkorcsolyázó                                    | 080 |        |
| február 12. | Jerzy Walerian Skolimowski | olimpiai ezüstérmes (1932) lengyel evezős                                          | 077 |        |
| február 11. | Henry Hathaway             | amerikai filmrendező és producer                                                   | 086 |        |
| február 11. | Heinz Roemheld             | amerikai filmzeneszerző                                                            | 083 |        |
| február 10. | Werner Hinz                | német színész                                                                      | 082 |        |
| február 8.  | Norah Baring               | angol színésznő                                                                    | 079 |        |
| február 8.  | Ernst Brüche               | német fizikus                                                                      | 084 | –      |
| február 7.  | Matt Monro                 | angol énekes                                                                       | 054 |        |
| február 6.  | James Hadley Chase         | angol thriller-író                                                                 | 078 |        |
| február 6.  | Inger Hagerup              | norvég költő, drámaíró                                                             | 079 |        |
| február 4.  | Jesse Hibbs                | amerikai labdarúgó és filmrendező                                                  | 079 |        |
| február 3.  | Fernando García Mercadal   | spanyol építész                                                                    | 088 |        |
| február 3.  | Frank Oppenheimer          | amerikai részecskefizikus, Robert Oppenheimer testvére                             | 072 |        |
| február 1.  | Ernst Zimmermann           | német politikus, gyárvezető, az MTU Aero Engines repülőgépmotor-gyár elnöke        | 055 |        |

## Január
| Dátum      | Név                              | Foglalkozás / tisztség                                                        | Kor | Forrás                                                          |
| ---------- | -------------------------------- | ----------------------------------------------------------------------------- | --- | --------------------------------------------------------------- |
| január 31. | Józef Mackiewicz                 | lengyel író                                                                   | 082 |                                                                 |
| január 30. | Felix H. Man                     | német fotográfus                                                              | 091 |                                                                 |
| január 29. | Martín Adán                      | perui költő, író                                                              | 076 |                                                                 |
| január 29. | Ernest Chambers                  | olimpiai ezüstérmes (1928), (1932) angol kerékpáros                           | 077 |                                                                 |
| január 26. | Mario Petri                      | olasz operaénekes                                                             | 063 |                                                                 |
| január 25. | Ralph Broome                     | olimpiai ezüstérmes (1924) brit bobversenyző                                  | 095 |                                                                 |
| január 25. | Kenny Clarke                     | amerikai dzsesszdobos                                                         | 071 | [ 21 ]                                                          |
| január 25. | Antoni Cumella i Serret          | spanyol-katalán keramikus                                                     | 071 |                                                                 |
| január 25. | Jevgenyij Ivanovics Maszkinszkov | olimpiai ezüstérmes (1956) szovjet-orosz atléta                               | 054 |                                                                 |
| január 25. | Emilio Gómez Muriel              | mexikói filmrendező, forgatókönyvíró, producer                                | 074 |                                                                 |
| január 25. | Paul Smith                       | amerikai filmzeneszerző, Walt Disney-féle animációs filmekhez készített zenét | 078 |                                                                 |
| január 24. | Dalmacio Langarika               | baszk kerékpárversenyző                                                       | 065 |                                                                 |
| január 22. | Paul Harteck                     | osztrák-német fizikokémikus                                                   | 082 |                                                                 |
| január 22. | Bernhard Sprengel                | német csokoládégyáros és műgyűjtő                                             | 085 |                                                                 |
| január 21. | Luise Ullrich                    | osztrák színésznő                                                             | 074 |                                                                 |
| január 19. | Juan Antonio Corretjer           | Puerto Rico-i költő, újságíró, politikai aktivista                            | 076 |                                                                 |
| január 18. | Mordekáj Bentov                  | izraeli politikus                                                             | 084 |                                                                 |
| január 18. | Wilfrid Brambell                 | ír-angol színész, komikus                                                     | 072 |                                                                 |
| január 15. | Salvador Cardona                 | spanyol kerékpárversenyző                                                     | 084 |                                                                 |
| január 15. | Ruth Orkin                       | amerikai fotográfus, fotóriporter, filmrendező                                | 063 |                                                                 |
| január 14. | Jetta Goudal                     | holland származású amerikai színésznő                                         | 093 |                                                                 |
| január 12. | Irina Codreanu (Irène Codréano)  | román-francia szobrász                                                        | 088 | –                                                               |
| január 12. | Vilanova Artigas                 | brazil építész                                                                | 069 |                                                                 |
| január 11. | William McKell                   | ausztrál politikus, főkormányzó (1947–1953)                                   | 093 |                                                                 |
| január 10. | André Bjerke                     | norvég költő, író, műfordító                                                  | 066 |                                                                 |
| január 10. | Beno Blachut                     | cseh operaénekes                                                              | 071 | Archiválva 2020. szeptember 26-i dátummal a Wayback Machine-ben |
| január 10. | Anton Karas                      | osztrák citerajátékos, filmzeneszerző                                         | 078 |                                                                 |
| január 7.  | Eugene Lyons                     | amerikai újságíró, író                                                        | 086 |                                                                 |
| január 5.  | Robert Surtees                   | amerikai operatőr                                                             | 078 |                                                                 |
| január 4.  | Brian Horrocks                   | brit katonatiszt az első és a második világháborúban                          | 089 |                                                                 |
| január 4.  | Lovro von Matačić                | jugoszláv karmester és zeneszerző                                             | 085 |                                                                 |
| január 3.  | Bodil Joensen                    | dán pornószínésznő                                                            | 040 |                                                                 |
| január 3.  | René Le Roy                      | francia fuvolás és zenepedagógus                                              | 086 |                                                                 |
| január 2.  | Jacques de Lacretelle            | francia író                                                                   | 096 |                                                                 |
| január 1.  | Eulalia Guzmán Barrón            | mexikói régész és feminista aktivista                                         | 094 |                                                                 |
| január 1.  | Hermann Reutter                  | német zongoraművész és zeneszerző                                             | 084 |                                                                 |